# Считающий рижские башни
Считающий рижские башни (латыш. Rīgas torņu skaitītājs) — скульптура, расположенная на острове Кипсала, в Риге.

## Описание
Скульптура изображает обнажённого мужчину, полулежащего на траве лицом к Даугаве, за которой открывается панорама Старой Риги.

## Значимость
Как говорит Ольга Шилова — «Данная скульптура воспринимается как символ личности и свободы, сочетающий одновременно дух и материю, свободу и потребности, культуру и экономику.»

## История
Скульптура была создана в 2006 году, а работа была закончена в 2007 году. Скульптором была Ольга Шилова, а также ей помогал Swedbank.